# Charlie Day
Charles Peckham Day, detto Charlie (New York, 9 febbraio 1976), è un attore e sceneggiatore statunitense, conosciuto soprattutto per la sua interpretazione di Charlie Kelly nella sitcom C'è sempre il sole a Philadelphia.

## Biografia
Day trascorse gran parte della propria infanzia a Middletown e si diplomò presso la Portsmouth Abbey School a Portsmouth. In seguito ha frequentato il Merrimack College, nel Massachusetts, dove praticò baseball.
Oltre ad interpretare Charlie Kelly nella sitcom di FX C'è sempre il sole a Philadelphia, Day è anche il produttore esecutivo della serie e uno degli sceneggiatori. È anche apparso in diverse serie televisive come Squadra emergenza, Law & Order - I due volti della giustizia e Reno 911!. Nel 2011 ottiene un notevole successo grazie al film Come ammazzare il capo... e vivere felici.
Day è sposato dal 2006 con l'attrice Mary Elizabeth Ellis, che interpreta un personaggio ricorrente in C'è sempre il sole a Philadelphia. I due si conoscono almeno dal 2004, anno in cui Day ed Ellis comparvero insieme in Reno 911! e interpretarono due fratelli incestuosi.

## Filmografia

### Attore

#### Cinema
- Late Summer, regia di David Ottenhouse - cortometraggio (2001)
- Campfire Stories, regia di Bob Cea, Andrzej Krakowski, Jeff Mazzola (2001)
- Bad Company - Protocollo Praga (Bad Company), regia di Joel Schumacher (2002)
- Love Thy Neighbor, regia di Nick Gregory (2005)
- Amore a mille... miglia (Going the Distance), regia di Nanette Burstein (2010)
- Come ammazzare il capo... e vivere felici (Horrible Bosses), regia di Seth Gordon (2011)
- Pacific Rim, regia di Guillermo del Toro (2013)
- Come ammazzare il capo 2 (Horrible Bosses 2), regia di Sean Anders (2014)
- Come ti rovino le vacanze (Vacation), regia di John Francis Daley e Jonathan Goldstein (2015)
- The Hollars, regia di John Krasinski (2015)
- Botte da prof. (Fist Fight), regia di Richie Keen (2017)
- Pacific Rim - La rivolta (Pacific Rim: Uprising), regia di Steven S. DeKnight (2018)
- Hotel Artemis, regia di Drew Pearce (2018)
- I Want You Back , regia di Jason Orley (2022)
- Summer of 69, regia di Jillian Bell (2025)
- Honey Don't!, regia di Ethan Coen (2025)

#### Televisione
- Mary and Rhoda, regia di Barnet Kellman - film TV (2000)
- Madigan Men - serie TV, episodio 1x08 (2000)
- Law & Order - I due volti della giustizia (Law & Order) - serie TV, episodio 11x15 (2001)
- Squadra emergenza (Third Watch) - serie TV, 5 episodi (2001-2004)
- Luis - serie TV, 9 episodi (2003)
- Reno 911! - serie TV, episodio 2x07 (2004)
- C'è sempre il sole a Philadelphia (It's Always Sunny in Philadelphia) - serie TV, 170 episodi (2005-in corso)
- Abbott Elementary - serie TV, episodio 4x09 (2025)
- Mythic Quest - serie TV, episodio 4x08 (2025)

### Sceneggiatore
- C'è sempre il sole a Philadelphia (It's Always Sunny in Philadelphia) - serie TV, 64 episodi (2005-in corso)
- Boldly Going Nowhere, regia di Wayne McClammy - film TV (2009)
- Mythic Quest - serie TV, 40 episodi (2020-2025)

### Doppiatore
- Monsters University, regia di Dan Scanlon (2013)
- Centro feste (Party Central), regia di Kelsey Mann (2014)
- The LEGO Movie, regia di Phil Lord e Chris Miller (2014)
- The LEGO Movie 2 - Una nuova avventura (The Lego Movie 2: The Second Part), regia di Mike Mitchell (2019)
- Super Mario Bros. - Il film (The Super Mario Bros. Movie) , regia di Aaron Horvath e Michael Jelenic (2023) - Luigi

## Riconoscimenti
- 2015 – MTV Movie Awards[2][3]
  - Candidatura – Miglior momento "Ma che ca...!" con Jason Sudeikis per Come ammazzare il capo 2

## Doppiatori italiani
Nelle versioni in italiano delle opere in cui ha recitato, Charlie Day è stato doppiato da:
- Nanni Baldini in Amore a mille... miglia, Pacific Rim, Botte da Prof., Pacific Rim - La rivolta, I Want You Back
- Simone Crisari in Come ammazzare il capo... e vivere felici, Come ammazzare il capo 2, Come ti rovino le vacanze, The Hollars
- Francesco Pezzulli in C'è sempre il sole a Philadelphia
- Corrado Conforti in Law & Order - I due volti della giustizia
- Gianfranco Miranda in Hotel Artemis
- Daniele Raffaeli in Abbott Elementary

Da doppiatore è sostituito da:
- Nanni Baldini in The LEGO Movie, The LEGO Movie 2 - Una nuova avventura
- Paolo Vivio in Monsters University, Centro Feste
- Emiliano Coltorti in Super Mario Bros. - Il film